# گمینا سرنگکی
گمینا سرنگکی (به لهستانی:  Gmina Serniki) یک گمینا در لهستان است که در شهرستان لوبارتوف واقع شده‌است. گمینا سرنگکی ۷۵٫۴۳ کیلومتر مربع مساحت و ۴٬۹۰۶ نفر جمعیت دارد.